# Téa Obreht

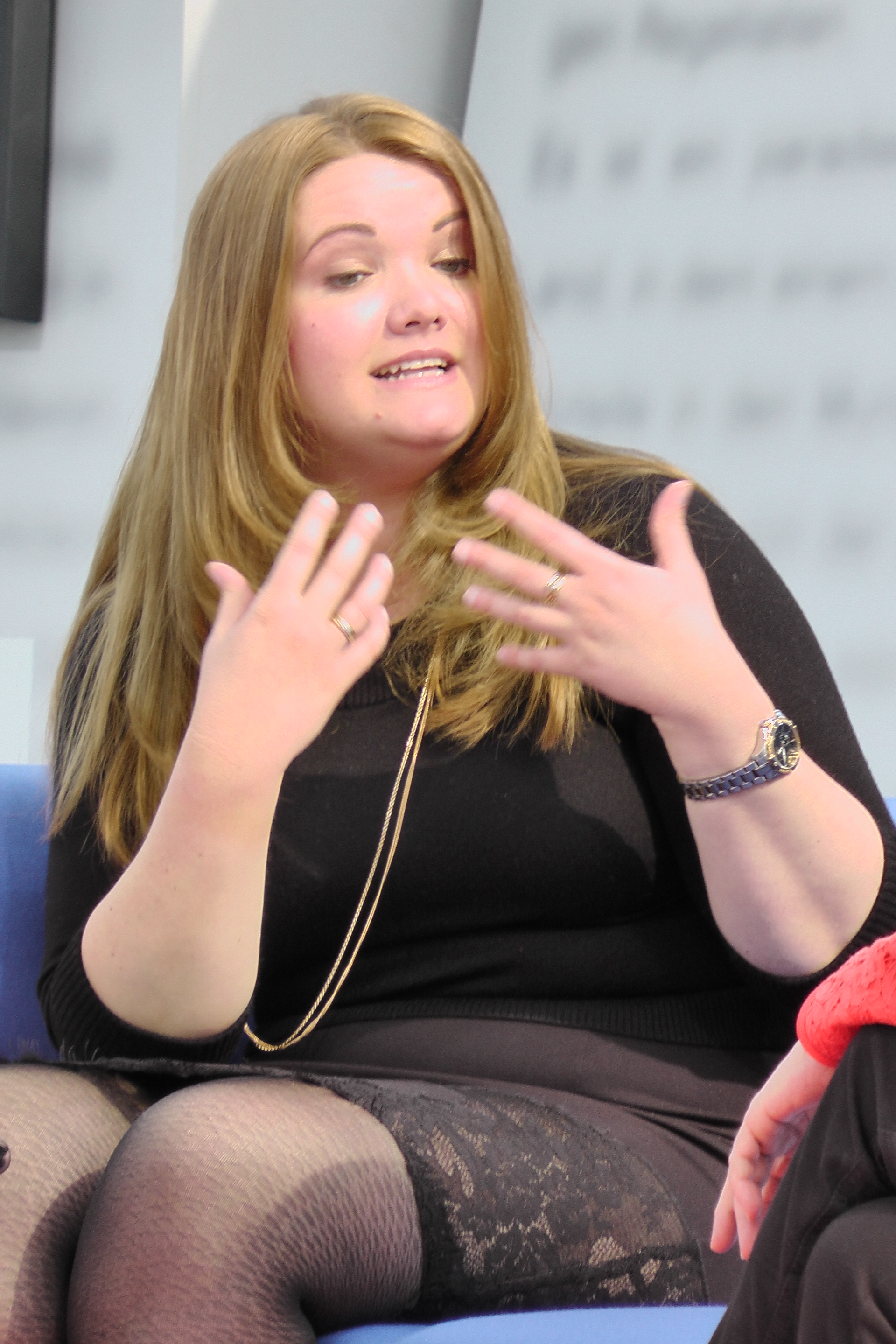
Téa Obreht (2012)

Téa Obreht (geboren als Tea Barjaktarević; * 30. September 1985 in Belgrad, Jugoslawien) ist eine US-amerikanische Schriftstellerin.

## Leben
Barjaktarević lebte bis zum Ausbruch der Jugoslawienkriege 1992 mit ihrer Mutter und den Eltern der Mutter in Belgrad. Die Familie ging zuerst nach Zypern und dann nach Kairo in Ägypten, von wo ihre Großeltern im Jahre 1997 zurück nach Belgrad gingen. Obreht zog mit ihrer Mutter in die USA nach Atlanta in Georgia und dann später nach Palo Alto in Kalifornien.
Obrehts Großvater nahm ihr 2006 auf dem Sterbebett das Versprechen ab, unter seinem Namen ihre zukünftigen Werke zu veröffentlichen. Sie verließ die University of Southern California mit dem Bachelor of Arts und erreichte 2009 den Grad M.F.A. in der Disziplin Fiktion im Rahmen des Programms für Kreatives Schreiben der Cornell University.
Obreht lebt zurzeit (2011) in Ithaca, New York. Ihre Erzählungen und Kurzgeschichten erschienen in den letzten Jahren unter anderem in The Atlantic (Kurzgeschichte The Laugh August 2009), The New Yorker (Erzählung Blue Water Djinn am 2. August 2010), Harper’s Magazine (Kurzgeschichte Twilight of the Vampires: Hunting the Real Life Undead 2010), The New York Times und The Guardian.

## Politische Einstellungen
Im Oktober 2024 gehörte Obreht zu den Unterzeichnern eines Aufrufs zum Boykott israelischer Kulturinstitutionen, „die an der überwältigenden Unterdrückung der Palästinenser mitschuldig sind oder diese stillschweigend beobachtet haben“.

## Auszeichnungen und Preise
- 2011: Orange Prize for Fiction, ein britischer Preis für Autorinnen, für The Tiger’s Wife[2]
- 2011. Finalistin des US-amerikanischen Wettbewerbs National Book Award in der Sparte Fiction der National Book Foundation, New York City für The Tiger’s Wife

## Veröffentlichungen
- The Tiger’s Wife, Random House, New York 2011 ISBN 978-0-385-34383-1.
  - Die Tigerfrau, deutsch von Bettina Abarbanell, Rowohlt, Berlin 2012, ISBN 978-3-87134-712-2.
- Inland, Random House, New York 2019, ISBN 978-0-8129-9286-1.
  - Herzland, deutsch von Bernhard Robben, Rowohlt, Berlin 2020, ISBN 978-3-7371-0079-3.
- The Morningside. Random House, New York 2024, ISBN 978-1-9848-5550-3.
  - Im Morgenlicht, deutsch von Bernhard Robben, Rowohlt, Berlin 2024, ISBN 978-3-7371-0205-6.